# متانة (علوم الحاسب)
في علوم الحاسوب، المتانة (robustness) هي قدرة نظام الحاسوب على التعامل مع الأخطاء أثناء التنفيذ أو قدرة خوارزمية لمواصلة العمل على الرغم من وجود تشوهات في العمليات الحسابية، والمدخلات، وما إلى ذلك. التقنيات الشكلية، مثل اختبار الـ fuzz، ضرورية لإثبات المتانة لأن هذا النوع من التجارب ينطوي على المدخلات غير الصالحة أو غير المتوقعة. هناك عدد من المنتجات التجارية المختلفة تقوم بأداء اختبار متانة أنظمة البرمجيات. المتانة هي النظر في تحليل فشل التقييم.

## وصلات خارجية
- أمثلة على متطلبات المتانة